# Cabinet Zinn IV
Le quatrième cabinet de Georg August Zinn était le gouvernement du Land de Hesse (Allemagne) entre le 31 janvier 1963 et le 18 janvier 1967.
Il était soutenu par une coalition entre le Parti social-démocrate d'Allemagne (SPD) et le Parti panallemand (GDP) dirigée par Georg August Zinn, alors même que le SPD disposait d'une majorité absolue de 51 députés sur 96 au Landtag.
Il a succédé au cabinet Zinn III et a été remplacé par cabinet Zinn V.

## Composition
| Poste                                                                                | Ministre       | Ministre                           | Parti |
| ------------------------------------------------------------------------------------ | -------------- | ---------------------------------- | ----- |
| Ministre-président                                                                   |                | Georg August Zinn                  | SPD   |
| Ministre de l'Intérieur Vice-Ministre-président                                      |                | Heinrich Schneider                 | SPD   |
| Ministre de l'Économie et des Transports                                             |                | Albert Osswald jusqu'au 16/09/1964 | SPD   |
| Ministre de l'Économie et des Transports                                             | Rudi Arndt     |                                    | SPD   |
| Ministre de l'Agriculture et des Forêts                                              |                | Gustav Hacker                      | GDP   |
| Ministre des Finances                                                                |                | Wilhelm Conrad jusqu'au 16/09/1964 | SPD   |
| Ministre des Finances                                                                | Albert Osswald |                                    | SPD   |
| Ministre de la Justice Ministre de la Justice et des Affaires fédérales (16.09.1964) |                | Lauritz Lauritzen                  | SPD   |
| Ministre de l'Éducation                                                              |                | Ernst Schütte                      | SPD   |
| Ministre du Travail, du Bien-être et des Affaires sanitaires                         |                | Heinrich Hemsath                   | SPD   |